# Pearl Jam (álbum)
Pearl Jam é o oitavo álbum gravado pela banda Pearl Jam e primeiro lançado pela gravadora J Records, tendo sido lançado em 2 de maio de 2006.
É considerado por boa parte da crítica como um álbum que remete aos tempos da cena grunge, no qual a banda alcançou grande sucesso e espaço na mídia pelos álbuns lançados entre 1991 e 1993. Pearl Jam possuí entre suas faixas a canção "World Wide Suicide", o primeiro single do álbum. O single foi lançado meses antes do álbum e disponibilizado na Internet pela banda gratuitamente como modo de divulgação do novo álbum.
O álbum é conhecido por ter um abacate estampado na capa.

## Faixas
1. "Life Wasted" (Stone Gossard, Eddie Vedder) – 3:54
2. "World Wide Suicide" (Vedder) – 3:29
3. "Comatose" (Mike McCready, Gossard, Vedder) – 2:19
4. "Severed Hand" (Vedder) – 4:30
5. "Marker in the Sand" (McCready, Vedder) – 4:23
6. "Parachutes" (Gossard, Vedder) – 3:36
7. "Unemployable" (Matt Cameron, McCready, Vedder) – 3:04
8. "Big Wave" (Jeff Ament, Vedder) – 2:58
9. "Gone" (Vedder) – 4:09
10. "Wasted Reprise" (Gossard, Vedder) – 0:53
11. "Army Reserve" (Ament, Vedder, Damien Echols) – 3:45
12. "Come Back" (McCready, Vedder) – 5:29
13. "Inside Job" (McCready, Vedder) – 7:08

## Paradas musicais
| País/Parada (2006)                    | Melhor posição |
| ------------------------------------- | -------------- |
| Austrália (ARIA)                      | 2              |
| Áustria (Ö3 Austria Top 40)           | 3              |
| Bélgica (Ultratop Flandres)           | 2              |
| Bélgica (Ultratop Valônia)            | 12             |
| Canadá (Billboard)                    | 2              |
| Dinamarca (Hitlisten)                 | 7              |
| Países Baixos (Dutch Charts)          | 2              |
| Finlândia (Suomen virallinen lista)   | 13             |
| França (SNEP)                         | 21             |
| Alemanha (Offizielle Deutsche Charts) | 4              |
| Hungria (MAHASZ)                      | 28             |
| Irish Albums (IRMA)                   | 4              |
| Itália (FIMI)                         | 1              |
| Japanese Albums (Oricon)              | 19             |
| Nova Zelândia (RMNZ)                  | 2              |
| Noruega (VG-lista)                    | 4              |
| Portugal (AFP)                        | 1              |
| Escócia (Official Scottish Albums)    | 5              |
| Espanha (PROMUSICAE)                  | 13             |
| Suécia (Sverigetopplistan)            | 6              |
| Suíça (Schweizer Hitparade)           | 2              |
| Reino Unido (Official Albums Chart)   | 5              |
| Estados Unidos (Billboard 200)        | 2              |
| Estados Unidos (Top Rock Albums)      | 2              |

## Músicos
- Eddie Vedder - Vocal
- Matt Cameron - Bateria
- Jeff Ament - Baixo
- Mike McCready - Guitarra
- Stone Gossard - Guitarra